# Paralabrax dewegeri
Paralabrax dewegeri syn. serranus dewegeri is een straalvinnige vis uit de familie Zaag of Zeebaarzen ( Serranidae) die voorkomt in het westen van de Atlantische Oceaan ter hoogte van de noord kust van Zuid-Amerika. De vis is voornamelijk te vinden op diepten tot 50 meter onder het wateroppervlak en kan een lengte bereiken tot 43 cm. Zijn maximale gewicht is 1300 g.

## Synoniemen
- Prionodes dewegeri - (Metzelaar, 1919)[2]
- Serranus dewegeri - Metzelaar, 1919[2]